# 中国人民解放军陆军第五十九师
陆军第五十九师（英語：59th Army Division），是中国人民解放军陆军曾经的一个师。

## 历史
该师是著名的“沙家浜部队”，前身是1939年11月以在阳澄湖地区养伤的新四军江抗（老6团）36名伤病员为基础发展起来的江南抗日义勇军东路司令部(即新江抗)。皖南事变后改编为新四军新第三支队，后长期坚持在华中地区抗日作战。曾参与著名的三垛河伏击战，全歼日军一个大队（营）与和平建国军一个团。其中该师的一七五团前身为著名的“江阴老虎”团，为苏中军区四大主力团。抗日战争末期转隶苏中军区为教导旅，后改编为中国人民解放军第二十军第五十九师。
1950年入朝作战，参加长津湖战役但表现不佳，其下属第一七六团与一七五团一部在战役焦灼阶段始终未能突破美国海军陆战队第1师一个加强连的阻击，未能切断美军的陆战5团、7团的南撤道路。1951年夏组建师炮兵团（曾用炮兵第339团番号），1952年9月组建师战车团,（后改称坦克自行火炮264团，1958年改为装甲兵学院坦克教练团）。1952年11月回国，随二十军驻防浙江湖州。1954年根据新的军改方案改为步兵第五十九师，1960年改为陆军第五十九师。
1984年7月至1985年5月，师侦察连编入昆明军区第一侦察大队参加老山地区对越侦察作战。
1985年10月陆军第五十九师番号撤销，师部改编为陆军第二十集团军高炮旅旅部，步兵第一七五团（“江阴老虎”团）调归步兵第六十师，步兵第一七六团撤销，步兵第一七七团改为陆军第二十集团军通信团，炮兵团改建为坦克第四十四团，转隶坦克第十一师。

## 沿革
参考资料：
| 部隊番號                         | 使用時期                 |
| -------------------------------- | ------------------------ |
| 新江南抗日义勇军东路司令部       | 1939年11月-1941年2月     |
| 新四军新第三支队                 | 1941年2月-1941年3月      |
| 新四军第十八旅                   | 1941年3月-1945年6月      |
| 苏中军区教导旅                   | 1945年6月-1945年11月11日 |
| 新四军第一纵队第二旅             | 1945年11月11日-1946年1月 |
| 山东野战军第一纵队第二旅         | 1946年1月-1947年1月      |
| 华东野战军第一纵队第二师         | 1947年1月-1949年2月      |
| 中国人民解放军第二十军第五十九师 | 1949年2月-1954年2月      |
| 步兵第五十九师                   | 1954年2月-1960年1月      |
| 陆军第五十九师                   | 1960年1月-1985年9月      |

## 荣誉单位
- 江阴老虎团：前步兵第一七五团
- 沙家浜连、抗洪抢险英雄连：前步兵第一七五团二连